# Centro histórico de Angra do Heroísmo
Situada en la isla Terceira, en el archipiélago de las Azores, Angra do Heroísmo era un puerto de gran importancia entre los siglos XV y XIX. Las fortificaciones de São Sebastião e São João Baptista, del siglo XVI, son ejemplos únicos de arquitectura militar. Afectada por un seísmo el 1 de enero de 1980, Angra fue restaurada.